# Васо Мискин Црни
Васо Мискин Црни (Орашје, код Требиња, 14. јануар 1918 — Сарајево, 4. јул 1945) био је комунистички револуционар, учесник Народноослободилачке борбе и народни херој Југославије.
Потицао је из сиромашне сељачке породице. Како није имао средстава за школовање, након завршене ниже гимназије, отишао је на изучавање браварског заната. Током школовања у железничкој радионици у Сарајеву, прикључио се радничком покрету. Године 1939. примљен је у чланство Комунистичке партије, након чега је постао секретар партијске ћелије у железничкој радионици. Био је најпре члан, а потом секретар Месног комитета КПЈ за Сарајево. На Покрајинској конференцији КПЈ за Босну и Херцеговину, јула 1940. изабран је за члана Покрајинског комитета.
Након окупације Југославије и успостављања усташке НДХ, активно је радио на организовању покрета отпора у Сарајеву. Ухапшен је 22. јуна 1941. у Какњу, након чега је мучен у усташком затвору. Заједно са још тројицом другова, успео је да крајем септембра 1941. побегне из затвора и пребаци се на Романију. По доласку на слободну територију, као добар агитатор и говорник, добио је задатак да обилази села источне Босне и на зборовима говори о циљевима Народноослободилачког покрета. Априла 1942. упућен је на партијски рад у Херцеговину, ради сређивања у тамошњим јединицама и партијским организацијама.
Када су се током Треће непријатељске офанзиве, партизанске снаге повукле из Херцеговине, од њих је формиран Херцеговачки одред, у коме је постављен за заменика политичког комесара. На овој дужности остао је и након што је од Одреда августа 1942. формирана Десета херцеговачка бригада. Заједно са бригадом прошао је борбе током похода у Босанску крајину, као и борбе током непријатељских офанзиви на Неретви и Сутјесци.
У лето 1943. упућен је у Херцеговину, где је радио на обнови партијских организација, формирању Народноослободилачких одбора и др. Од новембра 1943. био је секретар Обласног комитета КПЈ за Херцеговину, а од средине 1944. члан Обласне Народноослободилачке скупштине и члан Извршног одбора Обласног Народноослободилачког одбора за Херцеговину. Био је члан ЗАВНОБиХ и члан АВНОЈ.
Након ослобођења Сарајева, априла 1945. поново је преузео је функцију секретара Месног комитета КПЈ за Сарајево, са које је отишао у рат. Услед нарушеног здравља, због ратних напора, убрзо је преминуо. За народног хероја проглашен је 26. јула 1945. године.

## Биографија
Рођен је 14. јануара 1918. у селу Орашју, код Требиња, које се налази у Површи требињској, групи села и заселака од Дужи, изнад друма Требиње–Дубровник и пруге која је ишла до Херцег Новог, односно Зеленике. Био је треће дете Ристе и Стане, рођене Буднић, чија је породица била прилично сиромашна, као и већина  сличних у Орашју и другим селима тога краја. Једини приход имали су од дувана, чији је узгој захтевао много труда и рада. Његов деда Ђордо Мискин био је учесник Херцеговачког устанка 1875, као борац у чети војводе Мића Љубибратића, из оближњег села Дужи.
Основну четворогодишњу школу похађао је у шест километара удаљеном селу Сливници. Како је био одличан ученик и имао жељу за даљим школовањем, родитељи су га 1930. послали у Требиње, чија је гимназија тада имала само четири разреда. Становао је код мајчине сестре Гоше Миљковић, у селу Засаду, у предграђу Требиња. Након завршетка ниже гимназије, 1934. године, родитељи који нису имали средстава да га даље школују, желели су да се запосли како би издржавао себе и помагао породици. Пошто су у Жупи Дубровачкој имали пријатеље, који су били имућни трговци, инсистирали су да се запосли код њих и да им води књиге. Не желећи да буде туђи слуга, шеснаестогодишњи Васо је одбио родитељску понуду и отишао на изучавање заната у Сарајево.

### Револуционарна активност
У Железничкој занатској школи, која се налазила у Железничкој радионици, почео је са изучавањем браварског заната. Најпре је становао и хранио се у шегртском дому у Скендерији, а потом код разних радничких породица у Новом Сарајеву. Трошкови становања и исхране у Дому били су виши него што је износила месечна зарада шегрта, па је остатак морао надоместити слањем од куће. Као млади шегрт, радио је у највећем сарајевском индустријском предузећу, које је имало значајну традицију синдикалног и радничког покрета. Заједно са друговима из занатске школе, коју је завршио 1938. године, повезао се са радницима који су припадали револуционаром радничком покрету. У време његовог доласка у Сарајево, обновљена је партијска организација тада илегалне Комунистичке партије Југославије (КПЈ) и формиран Месни комитет. Комунисти су имали нарочитог успеха у привлачењу младих радника, који су чинили највећи број њиховог чланства. Поред фабрика и радничко-синдикалних удружења, комунисти су деловали и у раду културних и спортских друштава, где су такође ширили идеје о борби за радничка права. Оријентацијом на антифашистички курс, као и политику народног фронта, комунисти су почели да делују и у другим друштвеним слојевима.
Активност сарајевске партијске организације прекинута је 1936, услед полицијске провале и хапшења комуниста и њихових симпатизера, а обнављање њеног рада било је током 1938. и 1939. године. Један од метода привлачења нових чланова међу младим радницима и средњошколском омладином, биле су читалачке групе и литерарне дружине по школама, које су на полулегалан начин деловале у комунистичком духу и шириле марксистичке идеје. Читалачкој групи у железничкој радионици, која је касније постала језгро за обнављање партијске организације у радионици, припадао је и Мискин, који је током 1939. примљен у чланство Комунистичке партије.
Како је још током школовања, стекао углед међу друговима, а касније и међу радницима у одељењу монтаже локомотива, где је радио након завршетка заната, Мискин је постављен за првог секретара обновљене партијске организације у Главној железничкој радионици, чији су радници дали велики допринос ширењу револуционарног радничког и комунистичког покрета у Сарајеву. Задатак партијске организације, био је да поред рада и деловања, међу радницима у железничкој радионици, делује и међу запосленима у осталим железничким колективима у Сарајеву. Такође, чланови КПЈ били су задужени и да политички делују на терену где су становали. Кад је формиран Фабрички комитет у Главној железничкој радионици, односно кад су се створили услови да се и у другим железничким колективима формирају партијске ћелије, Мискин је постао секретар Бироа фабричког комитета. Приликом постављања за секретара партијске ћелије у железничкој радионици постао је члан Месног комитета КПЈ у Сарајеву, а након неколико месеци и његов секретар.
На Покрајинској конференцији КПЈ за Босну и Херцеговину, одржаној 27. и 28. јула 1940. у Сарајеву, у кући Славише Вајнера, Мискин је изабран у нови Покрајински комитет, који су поред њега сачињавали: Угљеша Даниловић, Стјепан Ђаковић, Иса Јовановић, Бориша Ковачевић, Пашага Манџић, Мустафа Пашић и Ђуро Пуцар.
На његов релативно брз политички развој знатно је утицала  чињеница да је он одмах по пријему у КПЈ сарађивао са већ искусним револуционарима попут – Исе Јовановића, Борише Ковачевића, Угљеше Даниловића и других чланова Покрајинског комитета КПЈ за Босну и Херцеговину, као и Хасана Бркића, Павла Горанина, Милутина Ђурашковића и других чланова Месног комитета КПЈ за Сарајево. Сарадња са њима помогла им је да се брзо афирмише и оспособи за руковођење у самом комитету, као и у погледу формирања и оспособљавања партијских ћелија. У току лета 1940. активно је учествовао у организацији курса, одржаног у илегалним условима у селу Пршљанима, код Бугојна, на коме је учествовало око 80 чланова СКОЈ и КПЈ. Курс је имао велики политички ефекат на младе чланове, који су годину дана касније сви ступили у Народноослободилачку борбу, а око половина их је погинула. Половином децембра 1940. године, на иницијативу генералног секретара КПЈ Јосипа Броза Тита, одржан је на Црепољском, код Сарајева, партијски курс Покрајинског комитета КПЈ за Босну и Херцеговину, коме су присуствовали комунисти из Сарајева, Бањалуке, Тузле, Мостара и других места. Курс је организован у највећој тајности, а курсисти који се углавном међусобно нису познавали, ословљавали су се не по именима, него по надимцима. Мискин је на курсу добио надимак Плеханов, пошто се много интересовао за све проблеме, а највише за Плехановљеве грешке.

### Почетак рата и хапшење
Ујутро 27. марта 1941. када је у Сарајево стигла вест о војном пучу и обарању Владе Цветковић-Мачек, Мискин је одмах одржао састанак Месног комитета, коме су присуствовали и неки чланови Покрајинског комитета, и захтевао да се најхитније обавесте секретари партијских ћелија и други чланови КПЈ и СКОЈ, како би се радници и револуционарна омладина укључили у манифестације подршке пучу и дале име антифашистички правац. Читавог 27. марта у Сарајеву су одржаване масовне манифестације подршке пучу, а маса грађана протезала се главном улицом од Хипотекарне банке до зграде Дринске бановине. Убрзо потом Силе осовине, предвођене Трећим рајхом, напале су 6. априла 1941. Краљевину Југославију, а услед брзог слома Југословенске војске немачке трупе су 15. априла ушле у Сарајево. Још у току Априлског рата, у Загребу је 10. априла 1941. проглашена квислиншка Независна Држава Хрватска (НДХ), коју су предводиле усташе на челу са Павелићем. Како је и територија Босне и Херцеговине ушла у састав НДХ, Сарајево је постало седиште Велике жупе Врхбосна. Одмах по окупацији, усташе су почеле са спровођењем терора усмереног према Србима, али и другим групама које су сматрали својим противницима, укључујући антифашисте и комунисте. Схватајући у каквој се ситуацији налази, и да је пружање отпора усташком терору неминовност, Месни комитет почео је са интензивним припремама за оружани устанак. Окупљајући чланове КПЈ и СКОЈ, као и симпатизере са разним задацима организовано је скупљање оружје и муниције, одржавање санитетских курсева и друго.
На дан напада Нацистичке Немачке на Совјетски Савез, 22. јуна 1941. Мискин је са Милутином Ђурашковићем, према претходном договору, отишао из Сарајева у Какањ, где је преузео везу са тамошњом партијском организацијом, коју је до тада држао Ђурашковић. Након састанка са секретаром какањске партијске организације Стјепаном Ковачевићем, отишли су на железничку станицу, где је Мискин срео свог познаника Винка Кукића, жељезничара из Какња. Сматрајући га патриотом, предложио му је да се укључи у Народноослободилачки покрет и учествује и диверзијама против усташа и фашиста. Како је Кукић био усташки настројен, одмах их је пријавио усташким властима, које су их ухапсиле приликом уласка у воз. Након хапшења спроведени су у седиште усташког табора, чији је таборник био Виктор Пенц, предратни сарајевски криминалац. Већ сутрадан, Мискин и Ђурашковић су спроведени у сарајевски затвор Беледију, где се већ налазио одређени број раније ухапшених комуниста и других противника усташког режима. Сматрајући их високо рангираним личностима у комунистичком покрету, усташе су Мискина и Ђурашковића, пребацили у једну вилу на Алифаковцу, у којој је становао Јуре Францетић, усташки повереник за Босну и Херцеговину. Заједно са групом својих сарадника, Францетић их је данима саслушавао, мучећи их на разне начине, како би им изнудио признање и натерао да открију податке о другим члановима покрета отпора у Сарајеву. Методе мучења биле су разноврсне – од шамарања, вешања за ноге, тешких удараца по бубрезима док се не би онесвестили, забадања оштрице ножа под нокте до гашења цигарета по леђима, прсима или леђима. Сва мучења била су праћена „пријатељским“ убеђивањима да ће одмах бити пуштени, ако открију и друге сараднике.
Упркос страховитог мучењима, током кога је Мискин једно време изгубио памћење, ништа нису признали и никога одали, па су враћени у Беледију, а након што им је у јулу почело суђење, пребачени су у затвор ондашње зграде Богословије. Овде су налазили Исо Јовановић, секретар Покрајинског комитета КПЈ за БиХ, Нисим Албахари, члан Месног комитета КПЈ за Сарајево, Вера Кушец и други. Јовановић је био ухапшен након провале у партијској организацији Зенице, а Албахари и Вера Кушец у околини Брезе и Високог, где су радили на стварању партизанског одреда, али их је неко од тамошњих сељака пријавио усташама. Суђење Васи Мискину и Милутину Ђурашковићу одржано је јула 1941. пред Преким покретним судом у Сарајеву. Усташке власти су желеле да овим суђењем заплаше Сарајлије, како се нико не би усудио да покуша да пружа било какав отпор према немачкој окупационој сили и усташкој држави. Главни сведок на суђењу, требао је да буде Винко Кукић, железничар из Какња који их је пријавио усташама, али се он у међувремену као добровољац пријавио да иде на Источни фронт. Уместо њега, суде је за сведоке  позвао таборника Виктора Пенца и двојицу усташа. Пошто су они дали контрадикторне изјаве, председник суда је одложио суђење, иако су двојица чланова Преког суда тражила одмах смртну казну.
Знајући да је питање дана када ће Јовановић, Албахари, Ђурашковић и Мискин бити убијени од усташа,  сарајевска партијска организација је радила на њиховом ослобађању. Ипак до њиховог бекства дошло је самоиницијативно, када су 23. септембра 1941. успели да искорите одређену забуну у затвору и побегну кроз подрумски прозор. Након бекства, према претходном договору, поделили су се у две групе, па су Албахари и Мискин, одвојено пошли у стан Анкице Павловић. Убрзо потом успели су да ухвате везу са партијском организацијом и да након неколико дана напусте Сарајево и оду на Романију, где се још од лета налазила слободна партизанска територија на којој је деловао Романијски партизански одред, под командом Славише Вајнера Чиче романијског, инжењера из Сарајева.

### Политички рад на слободној територији
Од доласка на Романију, Васо Мискин је као члан Покрајинског комитета КПЈ за Босну и Херцеговину, активно укључио у рад руководства Народноослободилачког покрета (НОП). Кретао се источном Босном, од Романије до Мајевице и од Горажда до Семберије, обилазио партизанске одреде и помагао партијским организацијама на терену и у позадини. Учествовао је на зборовима, где је људима говорио о потреби борбе против окупатора и о циљевима Народноослободилачког покрета. Политички је радио са кандидатима за чланство у КПЈ, стварајући на тај начин нове партијске кадрове, учествовао је у формирању нових партизанских јединица и оснивању органе народне власти, односно Народноослободилачких одбора. Јануара 1942. учествовао је на савјетовању Покрајинског комитета КПЈ за БиХ, одржаном у Иванчићима, код Илијаша. Поред чланова Покрајинског комитета, саветовању је присуствовао и генерални секретар КПЈ Јосип Броз Тито, као и неколико чланова Централног комитета КПЈ. На саветовању су разматрани дотадашњи успеси у развоју устанка и договорене даље акције, али и указано на грешке у раду на појединим подручјима, а посебно на скретања од утврђене линије окупљања свих снага у борби против окупатора. Крајем јануара 1942, заједно са члановима Врховног штаба и главнином партизанских снага, дошао је у ослобођену Фочу, која је постала центар слободне територије. Мискин је овде, заједно са члановима Окружног комитета КПЈ, активно радио на организовању народне власти, користећи своја искуства из дотадашњег рада.
Априла 1942. одлуком Централног комитета КПЈ и Врховног штаба упућен је на партијски рад у Херцеговину. У пролеће 1942. устанак у Херцеговини попримио је велике размере, па је била створена велика слободна територија, а партизанске снаге имале четрнаест теренских и осам ударних батаљона, који су свакодневно изводили акције против италијанских и усташких јединица. Устанак је имао масовну подршку у позадини, услед чега је створена разграната мрежа Народноослободилачких одбора, одбора омладине и актива СКОЈ, организације жена и др. Ипак развитак НОП у Херцеговини, био је праћен низом политичких грешака (лијева скретања). Оперативни штаб за Херцеговину сувише се једнострано ослањао на постигнуте војне резултате и почео је да подређује органе народне власти војним штабовима, а политички рад у војсци и народу био је уско постављен. Агресивно ширење комунистичких идеја отуђило је знатан део народа од покрета, а смишљене политичке акције италијанског окупатора успеле су да преко четника разбију јединство устаничких маса, с обзиром да су услови ослободилачке борбе у Херцеговини били и иначе веома сложени и тешки, услед сиромаштва и заосталости народа, међусобних покоља становништва и др. На ове грешке, руководству НОП у Херцеговини, указано је још на савјетовању у Иванчићима, јануара 1942. године, али како се ситуација није променила у Херцеговину су од стране ЦК КПЈ упућени Милентије Поповић и Васо Мискин.
У њиховим извјештајима од 27. априла и 19. маја 1942. упућеним Врховном штабу и Централном комитету изнесени су подаци о стању у партијским организацијама и војним јединицама и на терену Херцеговине уопште. Њихова основна замерка херцеговачком партијском руководству била је запостављање партијско-политичког рада, слаб рад на омасовљењу партијске организације, форсирање фронталног начина ратовања уместо партизанског, кажњавање непријатеља и петоколонаша без суђења и изношења јасних аргумената о њиховој издаји пред народ, што је изазвало страх и неповерење народа према покрету. Крајем априла, одржано је и шире партијско савјетовање на коме је анализирана укупна политичка и војна ситуација у Херцеговини и указано на дотадашње грешке у раду. Посебно је указано на будност према непријатељским елементима, о чему је говорио Мискин, упозоравајући да партизански штабови морају обезбедити од евентуалних изненађења износећи случај са Штабом Мајевичког партизанског одреда из јануара 1942. године.
Како је њихова највећа замерка била занемаривање партијско-политичког рада у масама, договорено је да се предузме читав низ мера како би се неке грешке у политичком раду исправиле. Одлучено је да се врше припреме за обласно партијско саветовање, које је одржано 28. маја 1942, као и да се одржи и заседање Обласног народноослободилачког одбора за Херцеговину. Ове планове омео је почетак Треће непријатељске офанзиве, када су италијанско–четничке снаге  током маја и јуна 1942. извршиле општи напад на партизанске снаге у Црној Гори и Херцеговини, услед чега су се партизанске снаге морале повући. Након офанзиве, у Херцеговини су наступили тешки дани за Народноослободилачки покрет, с обзиром да дошло до осеке устанка која се одразила на целокупно становништво. Знатан број чланова КПЈ и СКОЈ убијен је од стране четничка и Италијана.

### У Десетој херцеговачкој бригади
Од партизанских снага, које су успеле да се повуку из Херцеговине, обновљен је 14. јуна 1942. на Зеленгори Херцеговачки партизански одред, јачине два батаљона са око 370 бораца. Штаб Одреда сачињавали су — командант Владо Шегрт, политички комесар Светислав Стефановић, заменик команданта Владо Томановић и заменик политичког секретара Васо Мискин Црни. Функција заменика политичког комесара укључивала је и дужност политичког руководиоца, односно секретара партијске организације у јединици. Поред њих у Штабу одреда нашла се и група партијских радника — Војин Поповић, Милија Станишић и Чедо Капор. Херцеговачки одред је тада од Врховног штаба добио задатак да након одласка пролетерских бригада у западну Босну, заједно са тада формираном Петом црногорском бригадом, остане на простору Врбница—Зеленгора и обезбеђује Централну болницу. У веома тешким условима, посебно у погледу исхране, ове снаге су на Сутјесци успеле да остану све до 22. јула 1942. године. Овај период искоришћен је за интензиван политички и партијски рад у јединицама, као и за њихово организационо учвршћење и сређивање. У бригаду је тад дошла група бораца и политичких радника, који су деловали у околини Калиновика. У овој групи налазио се и Бориша Ковачевић, члан Покрајинског комитета и Мискинов друг из Сарајева, који је преузео руковођење Политичким одељењем (Политодел), чиме му је знатно помогао у политичком раду у јединици. Концентрацијом својих снага на линији Гацко—Невесиње—Калиновик—Фоча, окупатор је након окружавања партизанских снага прешао у напад. Штабови Херцеговачког одреда и Пете црногорске бригаде, донели су тада одлуку да заједно са рањеницима крену за главнином партизанских снага. У силовитом продору преко Закмура, Доброг Поља, Трескавице, Игмана, Хаџића и Битовње избили су 2. августа 1942. на слободну територију. Током овог марша вођене су интензивне борбе против немачких, усташких и четничких снага.
После краћег предаха у околини Прозора и Шуице, Херцеговачком одред је упућен у напад на Купрес. Непосредно пред полазак, 10. августа 1942. прикључен му је Мостарски батаљон, након чега је од ових снага формирана Десета херцеговачка бригада, јачине три батаљона, са око 670 бораца. Дотадашњи Штаб одреда постао је уз мање измене Штаб бригаде, а Мискин је и даље задржао функцију заменика политичког комесара, односно партијског руководиоца бригаде, на којој је остао све до повратка бригаде у Херцеговину, после битке на Сутјесци. У борбама за Купрес, 11—14. августа 1942, борци Десете херцеговачке бригаде, борили су се против усташа, заједно са борцима из Друге пролетерске, Четврте црногорске, Прве крајишке и Треће санџачке бригаде. Након Купреса, Десета херцеговачка бригада упућена је на југ, где је на положајима према Посушју и Имотском, заменила Прву пролетерску бригаду. Овде је имала задатак да обезбеђује јужне делове слободне територије према немачким и италијанским снагама. Септембра 1942. услед италијанско-четничког напада на слободну територију, Десета херцеговачка и Пета црногорска бригада морале су се повући са овог подручја, након чега су деловале у околини Травника и на сектору Ливно—Гламоч. Одлуком Врховног штаба НОВ и ПОЈ 9. новембра 1942. Десета херцеговачка бригада је са Петом црногорском и Првом далматинском бригадом укључена у састав Треће ударне дивизије, чији је командант био Перо Ћетковић. Одмах по формирању, Трећа дивизија је учествовала у борбама за Јајце, против немачко-усташких снага. У току ових борби, Десета херцеговачка бригада је дејствовала дуж пруге Јајце—Вакуф—Бусовача и на подручју Влашића и Поугарја. Потом се усиљеним маршем пребацила према реци Босни, ради пресецања пруге Сарајево—Босански Брод и заузимања Жепча. У непрекидним тешким борбама, борци бригаде су успели да четири дана држе пругу, а у самом Жепчу да заробе и униште блиндирани воз, због чега је бригада похваљена од Врховног команданта.
На почетку Четврте непријатељске офанзиве, бригада се налазила у околини Горњег Вакуфа, где је 7. фебруара 1943. у Пидришу, одржано дивизијско саветовање. Након тога, бригада је са другим јединицама Треће дивизије учествовала у борбама за Прозор. Део њених снага учествовао је у самом нападу на град, а други део је обезбеђивао комуникацију Прозор—Рама. У борбама 18—20. фебруара бригада је заузела италијанско упориште у Рами и извршила бочни напад на немачке снаге, које су вршиле притисак на Пету црногорску бригаду. У овим борбама, приликом бомбардовања партизанских положаја од стране немачке авијације, рањен је Васо Мискин. Иако рањен није напустио јединицу, већ је заједно са Владом Шегртом надгледао прелазак бригаде преко Неретве и међу задњима се пребацио.
У противофанзиви Главне оперативне групе Врховног штаба, након завршетка битке на Неретви, Десета херцеговачка бригада је са деловима Прве пролетерске и Четврте црногорске бригаде водила борбе против четника Баје Станишића, наневши им велике губитке. Потом је извршила пробој у Херцеговину, где је са Петом црногорском бригадом 22. марта 1943. ослободила Невесиње, а са Четвртом црногорском бригадом 2. априла 1943. Гацко. Пробојем у јужну Херцеговину, бригада је попуњена новим борцима из столачког, требињског и билећког среза. Водећи тешке борбе против италијанско-четничких снага, бригада се преко Зеленгоре и Вучева, пребацила у Мратиње и Писку жупу, где је имала задатак да штити јединице Главне оперативне групе од непријатељских снага, које су се груписале у рејону Гацка и Никшића. На почетку Пете непријатељске офанзиве, 18. маја 1943. бригада је водила прве сукобе са јаким немачким снагама. Положаје изнад Пивске жупе и на Волујку, бригада је бранила све док се Главна оперативна група и Врховни штаб нису повукли преко Пиве и Мратиња на Вучево и Сутјеску. Почетком јуна 1943. бригада је обезбеђивала Врховни штаб НОВ и ПОЈ, током његовог боравка на Озрену и Зеленгори. Непосредно пред пробој из окружења, 12. јуна 1943. Врховни командант НОВ и ПОЈ саопштио је Штабу бригаде одлуку да се након пробоја, Десета херцеговачка бригада одвоји од Главне оперативне групе и врати у Херцеговину, како би тамо поново дошло до интензивнијег разбоја Народноослободилачке борбе. Након јаких удара немачке артиљерије и авијације, код Миљевине, где је страдао већи број бораца, бригада је успела да се 14. јуна 1943. пребаци у Гвозно, код Калиновика, где је направила први предах, након даноноћних борби.
У току битке на Сутјесци, Мискин се налазио са борцима у првим борбеним редовима, покушавајући да као партијски руководилац бригаде очува борбени морал. Услед тешких напора, исцрпљености, глади и умора од даноноћних борби, али и последица мучења у усташком затвору, страховито је ослабио и малаксао, али је уз противљење Штаба бригаде, остао са борцима. Након тринаестодневних тешких борби на Волујку, чланови Штаба бригаде кренули су да обилазе положаје бригаде и разговарају са руководиоцима и борцима свих чета. Мискин је заједно са политичким комесаром бригаде Чедом Капором обилазио борце, а потом је са командантом бригаде Владом Шегртом позван у Врховни штаб, где је о борбама на Волујку реферисао Врховном команданту Јосипу Брозу Титу. Међу 368 бораца и руководилаца Десете херцеговачке бригаде колико их је погинуло у борбама на Сутјесци, налазила су се и заменик команданата бригаде Владо Томановић и руководилац Политодела бригаде Бориша Ковачевић, Мискинови другови из Штаба бригаде.

### Поново у Херцеговини
Доласком Десете херцеговачке бригаде у Херцеговину, почетком јула 1943. године, поново је оживео Народноослободилачки покрет. Заједно са бригадом, у Херцеговину је дошао Угљеша Даниловић, члан Бироа Покрајинског комитета КПЈ за Босну и Херцеговину, са задатком да приступи формирању и реорганизацији партијских руководстава од Обласног до окружних и среских комитета. Као члан Покрајинског комитета, Васо Мискин се активно посветио политичком раду на терену. Посебно се ангажовао на обнављању и формирању нових партијских организација Комунистичке партије, организовању активност Савеза комунистичке омладине (СКОЈ) и омладине уопште кроз Уједињени савез антифашистичке омладине (УСАОЈ), као и интензивирању рада Антифашистичког фронта жена (АФЖ). Упоредо са његовим политичким деловањем, Десета херцеговачка бригада је водила неколико значајних борби против немачких снага на Гатачкој површи, Равнима, у Поповом пољу, код Билеће, Стоца, Требиња и др. Пристизали су нови борци који су попунили редове бригаде, а новембра 1943. формиране су још две бригаде – Једанаеста и Дванаеста херцеговачка бригада, као и 29. херцеговачка дивизија. Након капитулације Италије, 8. септембра 1943. створени су још повољнији услови за Народноослободилачку борбу, а четнички покрет је изгубио свог савезника.
Крајем 1943. на подручју Херцеговине деловали су Севернохерцеговачки и Јужнохерцеговачки одред, као и теренски батаљони и чете, који су изводили акције против четничких и усташких снага, чувајући слободну територију. Поред рада са народом на терену, Мискин је политички деловао и у херцеговачким јединицама, преносећи своје искуство из рада у Десетој херцеговачкој бригади у раду на стварању партијских организација. Био је биран за већника на сва три заседања Земаљског антифашистичког већа народног ослобођења Босне и Херцеговине (ЗАВНОБиХ), као и за заменика већника на Другом заседању Антифашистичког већа народног ослобођења Југославије (АВНОЈ). Након напуштања бригаде, октобар 1943. године, где га је на месту заменика политичког комесара заменио Слободан Шакота, постављен је за секретара Обласног комитета КПЈ за Херцеговину, заменивши дотадашњег секретара Угљешу Даниловића. Заједно са Мискином, у Обласном комитету су тада били – Олга Марасовић, Ферид Ченгић и Брацо Ерцег (од децембра 1943. секретар ОК СКОЈ), а овај комитет је имао два окружна комитета – за северну (срезови: Билећа, Гацко и Невесиње; секретар Владо Вујовић) и јужну Херцеговину (срезови: Столац, Љубиње и Требиње, секретар Младен Кнежевић, па Тодо Куртовић). Како би се створили нови партијски кадрови, под руководством Обласног комитета су организовани партијски курсеви. Први такав курс организован је почетком априла 1944. у селу Фатници, код Билеће, где се тада налазило седиште Обласног комитета. На овом курсу били су углавном политички комесари батаљона из јединица 29. дивизије, као и истакнутији партијско-политички радници из Херцеговине. На иницијативу Обласног комитета, одржавани су и курсеви за одборнице Антифашистичког фронта жена, као и за омладинске активисте. Посебна активност Обласног комитета развила се на културном и просветном плану. Маја 1944. формирано је Позориште народног ослобођења Херцеговине, у које су ушли културни радници из јединица и са терена, да би се касније, изласком нових кадрова из окупираних градова у партизане, нарочито из Мостара и Дубровника, проширило и са професионалним глумцима, певачима и музичарима. Организовани су аналфабетски курсеви за описмењавање, а покренута су гласила – лист Слобода, орган Обласног одбора Народноослободилачког фронта Херцеговине и лист Млади Херцеговац, орган Обласног комитета СКОЈ, а касније и женски лист Херцеговка. Након ослобођења Требиња, 4. октобра 1944. године, на иницијативу Обласног комитета КПЈ, организован је курс за учитеље, како би се што брже почело са радом основних школа на ослобођеној територији.
Посебна активност Обласног комитета КПЈ за Херцеговину посвећена је стварању органа народне власти односно Народноослободилачких одбора (НОО). После повратка са Првог заседања Земаљског антифашистичког већа Босне и Херцеговине (ЗАВНОБиХ), одржаног 25. новембра 1943. у Мркоњић Граду, састали су се већници са територије Херцеговине и изабрали Привремени обласни народноослободилачки одбор од 19 чланова и његов Извршни одбор од 7 чланова, са председником Новаком Мастиловићем. Испред Обласног комитета КПЈ члан Обласног НО одбора био је Васо Мискин. Након формирања Обласног одбора прешло се на формирање среских и општинских одбора. На слободној територији (Гацко, Билећа, Столац, Попово Поље) избор НО одбора вршен је изборима, а на неослобођеној територији именовањем привремених одбора, који су деловали у илегали.
На Другом заседању ЗАВНОБиХ одржаном 1. јула 1944. у Санском Мосту, на коме је донета одлука о конституисању ЗАВНОБИХ у највише законодавно и извршно представничко тело федералне Босне и Херцеговине, донета је и одлука о изборима за сеоске, општинске и градске Народноослободилачке одборе и среске, окружне и обласне Народноослободилачке скупштине. Како је у Херцеговини у то време имала Привремени обласни народноослободилачки одбор и широку мрежу народноослободилачких одбора у општинама и градовима, током лета 1944. вршене су припреме за избор Обласне народноослободилачке скупштине, која је одржана 17–19. септембра 1944. у Гацком. На обласној конференцији Мискин је заједно са Новаком Мастиловићем, Чедом Капором, Душаном Грком и другима изабран у Радно председништво, а био је и један од говорника на великом народном збору, који је одржан након првог дана Конференције. На крају Конференције изабрана је Обласна народноослободилачка скупштина за Херцеговину и њен изврши орган Обласни Народноослободилачки одбор, чији је Мискин био члан. Одмах након ове, одржана је конференција за избор Обласног одбора Народноослободилачког фронта за Херцеговину. За председника Обласног одбора НОФ изабран је Новак Мастиловић, а за секретара Васо Мискин.

### Крај рата и смрт
Након четири године окупације Сарајево је ослобођено 6. априла 1945. године, а ослободиле су га јединице Другог ударног (3. ударна, 29. херцеговачка и 37. санџачка дивизија), Трећег босанског (27. и 38. источнобосанска дивизија) и делови Петог босанског корпуса (4. и 10. крајишка дивизија), као и Група бригада Зеничког сектора. Одмах по ослобођењу, Васо Мискин је дошао у град, где је већ 9. априла формиран нови Месни комитет КПЈ за Сарајево, на чијем се челу налазио. Након скоро четири године, преузео је дужност са које је пошао у рат, а поред њега у тада формираном Месном комитету налазили су се — Олга Марасовић, Младен Кнежевић, Бетика Романо, Ферид Ченгић, Јурај Марек, Марија Кош, Драгутин Косовац, Радован Стијачић, Дане Олбина, Јованка Човић, Гојко Родић и Новак Анђелић. Истог дана формиран је и нови Месни комитет СКОЈ, а убрзо након тога Иницијативни одбор Антифашистичког фронта жена и Градски акциони одбор синдиката. Сва ова руководства интензивно су радила на нормализацији живота у главном граду Федерална Држава Босна и Херцеговина, као и окупљању свих грађана — радника, жена и омладине ради пружања помоћи фронту, као и обнови и оштећених делова Сарајева.
У то време често су одржавани масовни скупови грађана, као и скупови радника у предузећима. Један од масовнијих скупова одржан је 14. априла 1945. у дворишту бившег Соколског дома у Новом Сарајеву, на коме су присуствовали скоро сви радници Железничке радионице и ложионице Сарајева, а говорили су Рато Дугоњић и Васо Мискин. Непуних месец дана након ослобођења, у граду је организована прослава Празника рада 1. маја, која је била прва слободна прослава овог празника. Како се прослава одржавала непосредно пред очекивани завршетак Другог светског рата у Европи, била је масовно посећена. Прослава је почела увече 30. априла 1945. свечаном академијом у Народном позоришту на којој је Мискин поднео реферат. Пар дана касније, на вест о капитулацији Трећег рајха и коначној победи над фашизмом, сарајевске улице су поново биле препуне грађана.
Мискинова активност у ослобођеном Сарајеву није дуго трајала. Измучен ратним напорима — мучењем у усташком затвору, гладовањем, неспавањем, рањавањем на Неретви и Сутјесци, као и напорним радом након ослобођења, која су ослабила његов организам, разболео се јуна 1945. од упале мозга и недуго потом преминуо 4. јула 1945. године. Његови посмртни остаци свечано су испраћени из Сарајева и пренети у Требиње, где су првобитно 8. јула сахрањени у Градском парку, у непосредној близини споменика Његошу. Године 1951. приликом изградње Спомен-костурнице палих бораца у Требињу, његови посмртни остаци су пренети и сахрањени са другим палим борцима. Његово име налазило се и на Гробници народних хероја у Сарајеву изграђеној 1949. у Великом парку. Приликом изградње спомен-парка Враца на Требевићу, новембра 1981. његово име уписано је на новоизграђеној Гробници народних хероја.

## Народни херој
Носилац је Партизанске споменице 1941, а одлуком Председништва АВНОЈ-а за заслуге учињене за ослобођење народа 6. децембра 1944. одликован је Орденом народног ослобођења.
Указом Председништва АВНОЈ број 284/45, а на предлог маршала Југославије Јосипа Броза Тита, 26. јула 1945. за осведочена херојска дела, умешност у командовању, специјалне подвиге, показану храброст и нарочите заслуге за народ посмртно је одликован Орденом народног хероја. Истим указом одликована је група војно-политичких руководилаца и бораца из Босне и Херцеговине — Петар Мећава, Раде Кондић, Данко Митров, Петар Шкондрић, Јово Радовановић, Жарко Вуковић и Махмут Бушатлија.
Име Васе Мискина у Сарајеву носила је главна улица, која од Башчаршије води до споменика Вечна ватра, у којој се маја 1992. године, током опсаде Сарајева, догодио познати масакр. Након завршетка рата у Босни и Херцеговини, овој улици је враћен првобитни назив Ферхадија. Његово име носила је Главна железничка радионица, у којој је започео своју радну и револуционарну делатност, као и Железничка школа са практичном обуком. У кругу Творнице транспортних средстава и машина (настала из некадашње железничке радионице), која је носила његово име, у Колодворској улици подигнута му је 1959. спомен-биста, рад вајара Петра Крстића. На истом месту подигнуте су бисте и других народних хероја, који су били радници Главне железничке радионице, као и Споменика са именима погинулих радника у Народноослободилачком рату. Такође, његовим именом била су названа Културно-просветна друштва у Требињу и Сарајеву. Његово име данас носе улице у Новом Саду; Клеку, код Зрењанина и Вајски, код Бача.

## Галерија
- Спомен бисте народних хероја око Споменика жртвама фашизма у Требињу
- Спомен биста Васе Мискина Црног у Требињу